# Zaporijjea, Bobrovîțea
Zaporijjea (în ucraineană Запоріжжя) este un sat în comuna Havrîlivka din raionul Bobrovîțea, regiunea Cernihiv, Ucraina.

## Demografie
Componența lingvistică a localității Zaporijjea
     Ucraineană (98,25%)
     Rusă (1,75%)
Conform recensământului din 2001, majoritatea populației localității Zaporijjea era vorbitoare de ucraineană (98,25%), existând în minoritate și vorbitori de rusă (1,75%).